# تراموای سمرقند

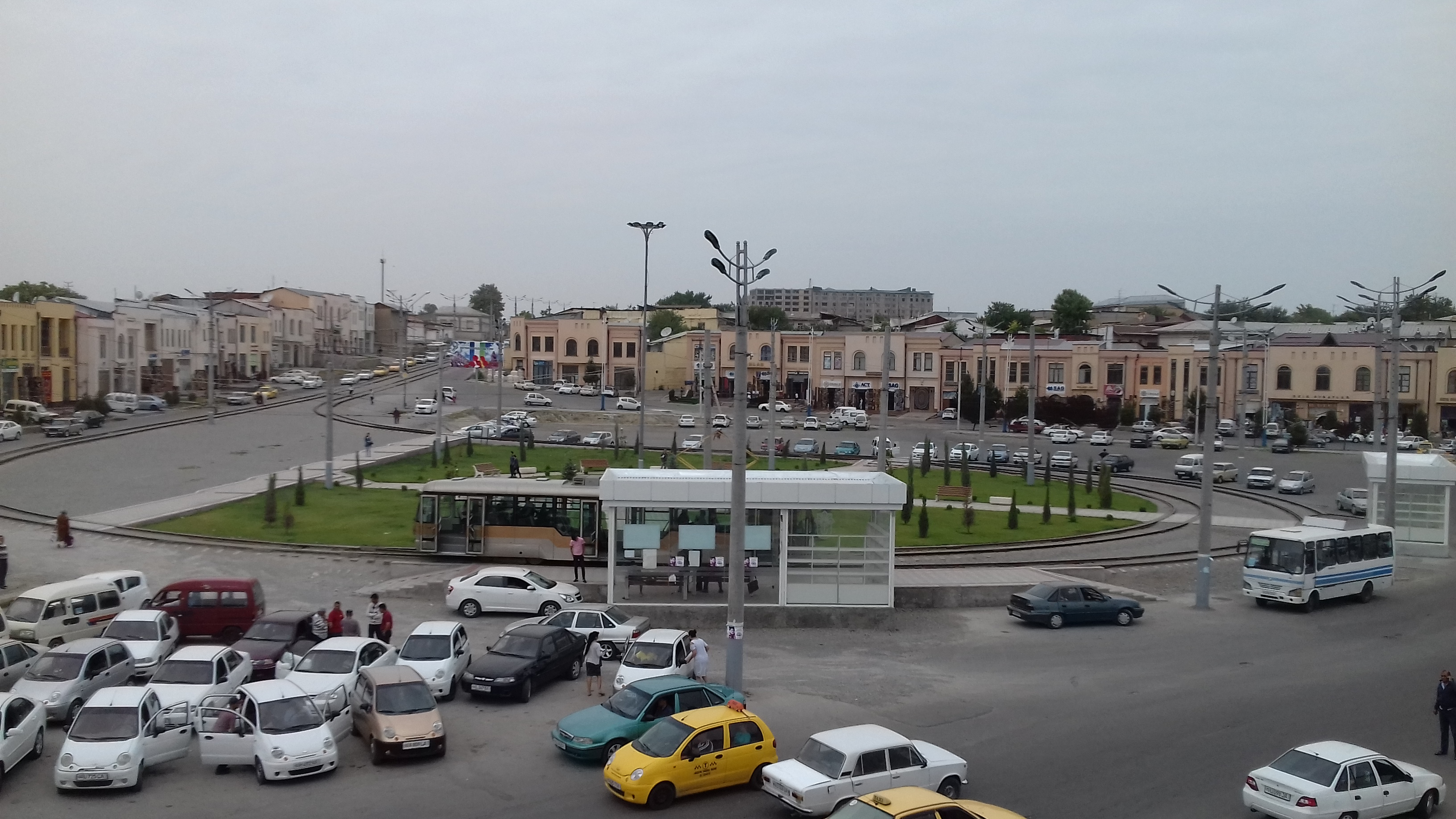
ایستگاه تراموا در تقاطع خیابان رودکی و شاه زنده در سمرقند

تراموای سمرقند (به تاجیکی: Трамвайи Самарқанд) سامانه تراموای فعال در شهر سمرقند در ازبکستان است که از سال ۲۰۱۷ شروع به کار کرد و پیش از آن نیز از ۱۹۴۷ تا ۱۹۷۳ در این شهر فعال بود. این سامانه دارای دو خط فعال و دو خط در حال ساخت است.